# Walter Brun
Walter Brun, född 20 oktober 1942 i Luzern, är en fransk-schweizisk racerförare och affärsman.

## Motorsport
Brun tävlade i sportvagnsracing med sitt eget stall Brun Motorsport. Han startade även formel 1-stallet EuroBrun, tillsammans med italienaren Paolo Pavanello.